# عضلات مديرة

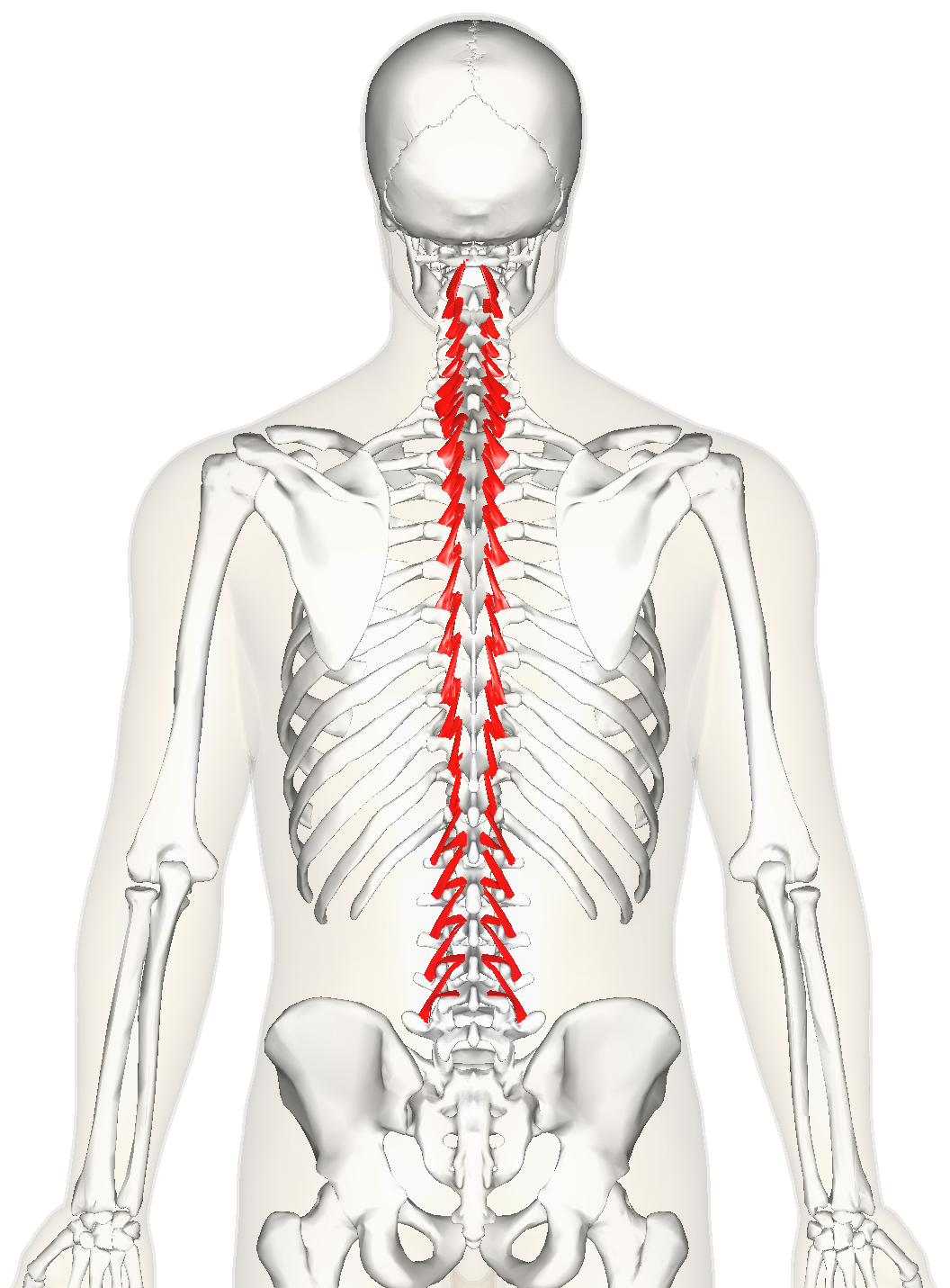

العَضَلاَتُ المُدِيْرَةُ (بالإنجليزية: Musculi rotatores)‏ هي مجموعة من العضلات القصيرة التي تتموضع حول العمود الفقري لدى الإنسان حيث تعمل على دعمه وتثبيته. تنقسم العضلات المديرة إلى:
- العضلات المديرة العريضة.
- العضلات المديرة الطويلة.[3]

- العضلات المديرة القطنية.
- العضلات المديرة الصدرية (العمود الفقري الصدري).
- العضلات المديرة العنقية (العمود الفقري العنقي).